# Mercator-sor
A matematikában a Mercator-sor – más néven Newton–Mercator-sor – a természetes logaritmus Taylor-sora:
{\displaystyle \ln(1+x)\;=\;x\,-\,{\frac {x^{2}}{2}}\,+\,{\frac {x^{3}}{3}}\,-\,{\frac {x^{4}}{4}}\,+\,\cdots .}
Összegzéses (szummázás) jelöléssel:
{\displaystyle \ln(1+x)\;=\;\sum _{n=1}^{\infty }{\frac {(-1)^{n+1}}{n}}x^{n}.}
A sorozat a természetes logaritmushoz (1-gyel eltolva) konvergál, ha –1 < x ≤ 1.

## Történet
Ezt a sort egymástól függetlenül fedezte fel Nicholas Mercator, Isaac Newton, és Gregory Saint-Vincent.
Mercator publikálta először, 1668-ban, a ‘Logarithmo-technica’ című tanulmányában, ezért róla nevezték el a sort.

## Deriválás
A sor a Taylor-elméletből származtatható, induktívan az lnx függvény  n-edik deriválásából,  x=1 –nél, melynek kezdete:
{\displaystyle {\frac {d}{dx}}\ln x={\frac {1}{x}}.}
vagy kezdődhet egy véges mértani sorozattal ((t ≠ –1):
{\displaystyle 1-t+t^{2}-\cdots +(-t)^{n-1}={\frac {1-(-t)^{n}}{1+t}}}
melyből:
{\displaystyle {\frac {1}{1+t}}=1-t+t^{2}-\cdots +(-t)^{n-1}+{\frac {(-t)^{n}}{1+t}}.}
ezt követi:
{\displaystyle \int _{0}^{x}{\frac {dt}{1+t}}=\int _{0}^{x}\left(1-t+t^{2}-\cdots +(-t)^{n-1}+{\frac {(-t)^{n}}{1+t}}\right)\,dt}
és tagonkénti integrálással
{\displaystyle \ln(1+x)=x-{\frac {x^{2}}{2}}+{\frac {x^{3}}{3}}-\cdots +(-1)^{n-1}{\frac {x^{n}}{n}}+(-1)^{n}\int _{0}^{x}{\frac {t^{n}}{1+t}}\,dt.}
ha  –1 < x ≤ 1, és a maradék tag tarta 0-hoz, míg {\displaystyle n\to \infty }.
Ez a kifejezés iteratív módon is integrálható k-szor:
{\displaystyle -xA_{k}(x)+B_{k}(x)\ln(1+x)=\sum _{n=1}^{\infty }(-1)^{n-1}{\frac {x^{n+k}}{n(n+1)\cdots (n+k)}},}
ahol
{\displaystyle A_{k}(x)={\frac {1}{k!}}\sum _{m=0}^{k}{k \choose m}x^{m}\sum _{l=1}^{k-m}{\frac {(-x)^{l-1}}{l}}}
és
{\displaystyle B_{k}(x)={\frac {1}{k!}}(1+x)^{k}}
melyek x polinomjai

## Speciális esetek
x=1 esetén  a Mercator-sor egy harmonikus sor:
{\displaystyle \sum _{k=1}^{\infty }{\frac {(-1)^{k+1}}{k}}=\ln 2.}

## Komplex sorozat
A komplex hatvány sorozat
{\displaystyle z\,-\,{\frac {z^{2}}{2}}\,+\,{\frac {z^{3}}{3}}\,-\,{\frac {z^{4}}{4}}\,+\,\cdots }
ln(1 + z) Taylor-sora, ahol ln a komplex logaritmus egy ágára utal.
Ez egy konvergáló sorozat egy nyílt tartományon belül {\displaystyle |z|<1}, és a {\displaystyle |z|=1} jellemzőjű körön, kivéve a {\displaystyle z=-1} (Abel-teszt miatt), és a konvergencia egyenletes minden zárt körön, ahol a sugár szigorúan kisebb mint 1.